# São João da Barra
São João da Barra là một đô thị thuộc bang Rio de Janeiro, Brasil. Đô thị này có diện tích 458,611 km², dân số năm 2007 là 28775 người, mật độ 62,7 người/km².